# Planetarna putanja
Planetarna putanja ili orbita, u astronomiji i astronautici, je putanja u obliku konike po kojoj se giba nebesko tijelo manje mase u gravitacijskom polju nebeskog tijela veće mase. Zatvorena orbita nebeskih tijela elipsa je sa žarištem u kojem se nalazi središnje fizikalno tijelo ili središte mase. Takve su orbite planeta i njihovih prirodnih satelita u Sunčevu sustavu. Zatvorena orbita nebeskih tijela elipsa je sa žarištem u kojem se nalazi središnje fizikalno tijelo ili središte mase. Takve su orbite planeta i njihovih prirodnih satelita u Sunčevu sustavu. Otvorena orbita je parabola (na primjer orbita nekih kometa) ili hiperbola. 
Orbite umjetnih satelita, koje mogu biti kružne ili eliptične, označuju se s obzirom na način gibanja oko Zemlje: 
- geosinkrona orbita ima period 1 dan, dok je geostacionarna orbita ona geosinkrona orbita kojom se satelit postavlja iznad istoga položaja na Zemljinoj površini;
- polarna orbita, odnosno kvazipolarna orbita, prelazi preko polova, odnosno blizu njih;
- sa Suncem sinkronizirana orbita ima ravninu uvijek uperenu u Sunce ili pod stalnim kutnim odmakom od Sunca, a satelit prelazi preko ekvatora uvijek u isto doba dana;
- prijelazna orbita, uvedena radi ekonomičnosti, orbita je između početne i konačne orbite pri postavljanju umjetnih satelita.
- orbita za parkiranje privremena je orbita umjetnog satelita;
- proletna orbita je orbita kojom svemirska letjelica prolazi pokraj nebeskoga tijela (na primjer Mjeseca ili nekog planeta).[1]

Johannes Kepler je prvi pronašao svoje zakone planetarnog gibanja. Otkrio je da su putanje planeta u našem Sunčevom sustavu eliptične. 

## Prvi Keplerov zakon i planetarne putanje
Prvi Keplerov zakon ustanovljuje geometrijske osobine planetarnih putanja. J. Kepler je našao da su staze elipse, a da se Sunce nalazi u jednom od žarišta. Kako je Sunce zajedničko svim planetima, tako je Sunce u žarištu koje je zajedničko svim eliptičnim stazama. To je jedini uvjet i nema daljih ograničenja, pa položaj putanje u prostoru može biti veoma raznolik. Na skicama koje prikazuju dvije ili više planetarnih putanja, one se nalaze u istoj ravnini. Općenito, velike poluosi dviju elipsi ne podudaraju se ni po smjeru, ni po veličini, ni po ravninama u kojima se nalaze. 
Veličina i izduženost elipse određena je velikom poluosi a i ekscentricitetom e. Velika poluos a ujedno je i srednja udaljenost točke na elipsi od jednog žarišta (planeta od Sunca). Kada je tijelo najdalje od Sunca u afelu, njegova je provodnica (radijusvektor) najveća i iznosi:
{\displaystyle \,r_{\max }=a+e}
Kada je planet Suncu najbliže (kada je u perihelu), tada mu je provodnica najmanja i iznosi:
{\displaystyle \,r_{\min }=a-e}
Aritmetička sredina najveće i najmanje udaljenosti planeta od Sunca ili srednja udaljenost jednaka je velikoj poluosi a:
{\displaystyle a={\frac {r_{\mathrm {max} }+r_{\mathrm {min} }}{2}}.}
Izduženost putanje iskazuje se numeričkim ekscentricitetom ε koji je jednak omjeru linearnog ekscentriciteta i velike poluosi staze:
{\displaystyle \varepsilon ={\frac {e}{a}}={\frac {\sqrt {a^{2}-b^{2}}}{a}}}
ε je bezdimenzionalna veličina. Sa smanjenjenjem ekscentriciteta (ε → 0) elipsa prelazi u kružnicu, a njezina velika poluos prelazi u polumjer kružnice. Ulogu srednje udaljenosti ima tada, naravno, sam polumjer kružnice. S druge strane, s povećanjem ekscentriciteta (ε → 1) elipsa prelazi u parabolu. Za hiperbolu vrijedi ε > 1. Parabola i hiperbola nisu zatvorene krivulje.

### Veličine planetarnih putanja
Položaj planetarne putanje u prostoru treba odrediti pomoću poznatih orijentira. Zato se upotrebljava ravnina ekliptike i proljetna točka. Kut između ravnine u kojoj se nalazi staza tijela i ravnine ekliptike zove se nagib ili inklinacija (oznaka: i). Dvije se ravnine sijeku u pravcu na kojemu su dvije točke istaknute - one u kojima planetarna putanja probada ravninu ekliptike: uzlazni čvor Ω (u njemu tijelo u svom godišnjem gibanju prelazi s južne strane ekliptike na sjevernu) i silazni čvor Ʊ (u njemu tijelo u svom godišnjem gibanju prelazi sa sjeverne strane ekliptike na južnu). Položaj uzlaznog čvora zadaje se ekliptičkom dužinom uzlaznog čvora Ω. S mjerama i i Ω orijentirana je ravnina gibanja nebeskog tijela u prostoru. Da bi se pak u toj ravnini orijentirala elipsa, bilježi se položaj njezina perihela. U tu svrhu služi argument perihela π, kut od uzlaznog čvora do velike poluosi koja sadrži perihel. Longitudom perihela naziva se ukupan kut ω = Ω + π. 
Da bi se pratilo gibanje nebeskog tijela, potrebno je dodati podatak o zvjezdanom (sideričkom) ophodnom vremenu P i o trenutku to u kojemu tijelo prolazi perihelom. Dakle, za opis geometrijskih svojstava planetarnih putanja - veličine elipse, oblika elipse, njezine orijentacije i načina gibanja tijela - potrebno je 7 veličina: a, e, i, Ω, ω, P i to. To su veličine planetarnih putanja. 

### Analiza planetarnih putanja
Većina planeta ima slabo izdužene planetarne putanje (staze), koje je na malom crtežu okom teško razlikovati od kružnice. Tako Zemljina putanja s ε = 0.001673 ima veliku poluos a = 149.597 ∙ 106 km, malu poluos b = 149.577 ∙ 106 km, najmanju udaljenost od Sunca rmin = 147.1 ∙ 106 km i najveću udaljenost od Sunca rmax = 152.1 ∙ 106 km. 
Staze planetoida u prosjeku su jače izdužene os planetnih putanja. U kometa je šarolikost mnogo veća. Neki kometi imaju numerički ekscentricitet ε blizak jedinici. 
Najizduženiju stazu ima Merkur (e = 0,205), dok najmanji ekscentricitet ima Venera (e = 0,007). 
Razlike se opažaju i u nagibima planetarnih putanja. Plutonova i Merkurova staza najviše se od svih planeta otklanjaju od Zemljine putanje. Kod Plutona to dovodi do zanimljive posljedice. Naime, crtaju li se staze Neptuna i Plutona projicirane u istu ravninu, čini se da se zbog izduženosti Plutonove staze te dvije putanje sijeku, te da se dva planeta mogu i sudariti. Neptun je zaista u nekim razdobljima dalje od Sunca nego Pluton (na primjer kao od 1980. do 1999.). No kako se ravnine putanja Neptuna i Plutona sijeku pod kutom od kojih 15°, to su staze uvijek daleko jedna od druge. Stoga se oni nikada ne mogu sudariti. 
Putanje planetoida nagnute su prema ekliptici za više desetaka stupnjeva, ravnine kometa mogu pak sjeći ekliptiku pod bilo kojim kutom. Kada je kut inklinacije veći od 180°, kaže se da je putanja nebeskog tijela i njegova revolucija retrogradna; projicirajući takvu stazu na ravninu ekliptike, vidjelo bi se da se tijelo giba oko Sunca u suprotnom smislu od Zemlje i ostalih planeta.  Svi planeti i planetoidi imaju direktnu revoluciju. Fizički različite vrste tijela u Sunčevu sustavu se grupiraju po geometrijskim svojstvima putanja. Do razlika u vladanju nebeskih tijela došlo je u toku razvoja Sunčeva sustava. 
Općenito, veličine planetarnih putanja pojedinog člana Sunčeva sustava neprestano se mijenjaju. Promjena tih veličina kod Zemlje mogla je u prošlosti, u dugim geološkim razdobljima, utjecati na klimatske promjene. 
Zapazimo još da se velika poluos (linija koja povezuje najbliži i najudaljeniji položaj tijela od Sunca, perihel i afel), nazvana još i linija apsida, ne podudara s linijom koja povezuje zimsku i ljetnu točku. Razlika se u stvari stalno povećava, jer se linija apsida zakreće u liniji putanje; zakreće se u smjeru gibanja Zemlje, pa Zemlji treba više vremena da ponovo stigne u perihel, nego što joj treba da ponovi svoj položaj prema zvijezdama. Drugim riječima, zvjezdana (siderička) godina kraća je od vremena prolaska Zemlje perihelom. To razdoblje traje 365 d 6 h 13 min 53 s = 365.25964 d i zove se anomalistička godina (godina).

## Zemljina putanja
Zemljina putanja u astronomiji predstavlja planetarnu putanju (orbitu) Zemlje kojom obilazi Sunce, na udaljenosti od jedne astronomske jedinice (AJ) ili 149 597 870 691 ± 30 metara, što predstavlja približno 150 milijuna kilometara. Perihel Zemlje je najbliža točka Zemljine putanje do Sunčeva središta, smještena na kraju velike osi elipse kojom se Zemlja giba relativno prema Suncu, a Zemlja prolazi kroz perihel svake godine početkom siječnja (u zadnje vrijeme 3. siječnja) i iznosi 147 098 291 km. Afel Zemlje je najudaljenija točka putanje Zemlje do Sunčeva središta, a Zemlja prolazi kroz afel početkom srpnja (u zadnje vrijeme 4. srpnja) i iznosi 152 098 233 km. Orbitalna brzina Zemlje je 30 km/s (108 000 km/h) što znači da pređe udaljenost Zemljinog promjera (oko 12 700 km) za 7 minuta ili udaljenost do Mjeseca (oko 384 000 km) za 4 sata.